# Cipriano Facchinetti
Pour les articles homonymes, voir Facchinetti.
Cipriano Facchinetti (Campobasso, 13 janvier 1889 - Rome, 18 février 1952) est un journaliste et homme politique italien, qui est ministre de la Défense et sénateur de droit au cours de la première législature.

## Biographie
Facchinetti est né à Campobasso le 13 janvier 1889, d'une mère originaire de Calabre et d'un père de Bergame. Au cours de sa vie, il a vécu à Milan, Rome, Busto Arsizio, Trieste, Campobasso, en exil à Paris, Marseille et Lugano. Il a été député, sénateur, ministre, journaliste, président de l'Agenzia Nazionale Stampa Associata (ANSA) et président de l'aéroport de Malpensa. Il est décédé à Rome le 18 février 1952.

### Le journaliste
Il commence sa carrière dans le monde du journalisme, à Varèse, au quotidien Cacciatori delle Alpi, dont il devient le directeur. Il passe ensuite au quotidien Secolo de Milan.
Il consacre son activité au journalisme, occupant le poste de président de la Fédération nationale de la presse italienne (Federazione Nazionale Stampa Italiana), puis de président du conseil d'administration de l'ANSA.

### L'homme politique

#### Du début à 1920
Il commence sa carrière politique très jeune avec de grands idéaux républicains. La tradition garibaldienne trouve en lui sa plus brillante expression. En 1911, lorsque les Malissori d'Albanie se soulèvent en proclamant l'indépendance nationale, Ricciotti Garibaldi prépare une expédition de chemises rouges pour aider le mouvement insurrectionnel. L'expédition ne peut avoir lieu, mais Facchinetti se rend quand même à Trieste, et là, dans la rédaction du journal Emancipazione, il invite une cinquantaine de camarades de confiance à le rejoindre à Podgorica, où une vingtaine d'entre eux se réunissent, parmi lesquels de nombreux soldats irréductibles, comme l'homme de lettres Vaina, qui mourra plus tard glorieusement sur le plateau du Karst, et Lamberto Duranti, un garibaldien qui était lui aussi tombé vaillamment en Argonne.
Avec ces amis, il part pour l'Albanie, formant ainsi le groupe italien de la guérilla dans les montagnes. Lorsque la guerre éclate dans les Balkans, il est l'un des premiers à rejoindre la légion républicaine de Ricciotti Garibaldi, qui combat en Grèce. Sa vive personnalité politique commence à s'affirmer à l'approche de 1915. Assisté par Corridoni, Vidali et d'autres, il fait de son mieux pour convaincre la population de la nécessité de rester impliquée dans le conflit historique. Il se porte volontaire dans les tranchées et après huit mois de guerre, ses yeux sont gravement blessés lors d'un assaut sur le Monte Ermada, près de Monfalcone, ce qui lui vaut la médaille d'argent de la valeur militaire. Grand invalide, il prend ensuite la tête du Comité d'action pour la résistance des invalides de guerre qui, après la tragique retraite de Caporetto, contribue efficacement à l'héroïque résistance sur le Piave en attendant la rédemption.

#### Les années 1920 et 1930
Après l'armistice de Villa Giusti, il dirige le journal L'Italia del Popolo à Milan, dans lequel il aborde les questions politiques et sociales les plus importantes de l'époque. Il était aux côtés de Leonida Bissolati, prônant une paix et une justice démocratiques. Avec Bissolati et d'autres patriotes, il fonde la Famiglia Italiana per la Lega di tutte le Nazioni.
En 1924, il est élu député de Trieste sur la liste du Partito Repubblicano Italiano (Parti républicain italien ou PRI). Opposant tenace et résolu au fascisme, il participe à la sécession de l'Aventin. En novembre 1926, il est déclaré déchu de ses fonctions parlementaires et menacé d'être arrêté. Il s'est ensuite exilé, poursuivant son intense activité politique et sociale en France.
Pendant son exil, il participe à la création du mouvement antifasciste transversal « Giustizia e Libertà ». Le secrétariat national du Parti républicain italien, dont il était membre, s'était également installé à Paris. Le 7 octobre 1928, il signe avec Miguel de Unamuno et Eduardo Ortega y Gasset un pacte signé par les organisations républicaines espagnoles et italiennes pour la défense d'idéaux communs et la création d'une future fédération européenne démocratique. De février 1935 à avril 1938, il est secrétaire national du PRI ; jusqu'en juillet 1936, collectivement avec Mario Angeloni, puis seul.
Parallèlement, il occupe un rôle de premier plan dans la franc-maçonnerie, ayant été nommé en 1931 au poste de premier surveillant dans le Conseil de l'ordre du Grand Orient d'Italie en exil; il est affilié à la Loge « Eugenio Chiesa » de Paris.

#### Les années 1940 et 1950
En 1943, alors qu'il se trouve à Marseille, il est arrêté par les Allemands et emmené à la prison Regina Cœli à Rome, jusqu'au 25 juillet. Libéré après la chute du fascisme, il doit, après le 8 septembre, retourner en exil, car il est recherché par la police, et se réfugie en Suisse. À partir de là, il a pris une part active dans la lutte partisane. En 1944, avec la libération du sud et du centre de l'Italie, il retourne à Rome. Il est ensuite devenu l'une des principales personnalités politiques du pays.
En 1946, il est nommé membre du Consulta Nazionale (Conseil national italien), représentant le parti républicain. Le 28 juin, il est désigné par son parti pour l'élection du chef d'État provisoire, se plaçant immédiatement après le nouvel élu Enrico De Nicola.
La même année, il devient ministre de la Guerre dans le deuxième gouvernement De Gasperi et ministre de la Défense dans le quatrième gouvernement De Gasperi.
Élu député à l'Assemblée constituante, dans la circonscription nationale unique, il est ensuite nommé sénateur de droit.

## L'hymne de Mameli
Une curieuse histoire lie l'Hymne de Mameli à Cipriano Facchinetti ; au Conseil des ministres du 12 octobre 1946, c'est lui qui a proposé Fratelli d'Italia comme hymne pour la prestation de serment des forces armées cette année-là, en sa qualité de ministre de la Guerre. La nouvelle formule du serment sera soumise à l'Assemblée constituante, ainsi qu'un projet de décret indiquant que l'hymne de Mameli doit être utilisé comme hymne national provisoire.

## Sources
- (it) Cet article est partiellement ou en totalité issu de l’article de Wikipédia en italien intitulé « Cipriano Facchinetti » (voir la liste des auteurs).